# 颅咽管瘤
颅咽管瘤是发生于颅咽管（Landzert's canal）的先天性良性肿瘤，多见于少年和儿童，从胚胎期颅咽管的残余组织发生，好发于蝶鞍上垂体结节部上端，少数位于鞍内，向鞍上发展，个别见于蝶窦或咽后壁等处。生長緩慢各人病情差異大，有十多歲發病也有四十歲以上才發病。

## 诊断

### 眼症
肿瘤早期即压迫视交叉、视神经、视束等引起各种视野缺损如一侧成双侧中心暗点、Traquair前部视交叉综合征、双下方半盲、双颞侧偏盲及同向偏盲等，以双颞侧偏盲多见。因压迫多来自视交叉后上方，故视野缺损多自下方开始。也常有不规则的视野缺损，偶有周边视野缩小。随视野变化，视力逐渐下降；也可突然失明，可能为影响视交叉血供所致，失明偶可恢复。眼底检查常为原发性视神经萎缩。有时虽视野缺损，视力下降，但视盘正常。若第三脑室受侵致颅内高压，常有外展麻痹和视乳头水肿，并继以继发性萎缩。肿瘤压迫动眼神经可引起眼肌麻痹。视力丧失者瞳孔扩大，对光反应消失。个别病例虽光感丧失，而瞳孔仍有缓缓慢的对光反应。 有的眼痛明显。因肿瘤常系囊性，囊液的急速增长、吸收或渗漏，可致上述症状急剧发生、停止进展或自行缓解。

### 其它神经症状
儿童易有颅内高压症状。如肿瘤压迫额叶底部、颞叶、大脑脚或小脑脚时，可产生相应的精神症状、钩回发作、偏瘫或共济失调。

### 内分泌障碍症状
因垂体前叶及下丘脑受累，儿童多有垂体性侏儒；成人易有尿崩、性功能障碍、肥胖、体温调节障碍及嗜睡等。

### 神经成像X线检查
约60~70%有鞍上或鞍内钙化影，有诊断价值。钙化为团块、斑点或弧线状，有时贴于颅底呈骨性隆起外观。位于鞍上者，常有鞍背及床突等处的骨质吸收和破坏；位于鞍内者，则类似垂体瘤所见。脑血管造影和垂体瘤突至鞍上时所见类似。脑室造影偶显示第三脑室前部受压和侧脑室扩大。

## 处置
循证医学
- 确诊后均应及早手术，辅以皮质类固醇替代治疗。入路有3:耳后岩骨；额底；胼胝体（callosal）-透明膈（septum pellucidum）-穹窿（interforniceal）[3]
- 中医